# 普鲁士的玛丽 (1855年)

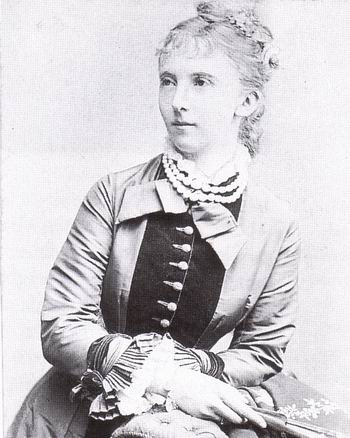
公主肖像

普鲁士的玛丽公主（德語：Marie Elisabeth Luise Friederike；1855年9月14日—1888年6月20日）是霍亨索伦王朝的公主，后来成为荷兰亨利亲王的第二任妻子，然后嫁给了萨克森-阿尔滕堡的阿尔伯特亲王。 她是普鲁士腓特烈·卡爾亲王的長女，也是德国皇帝威廉一世的侄孙女。